# Sawyer Brooke Scott
Sawyer Brooke Scott est un personnage fictif de la série Les Frères Scott. 
Sawyer Scott est la fille de Lucas Scott et de Peyton Sawyer Scott. Elle est née le 18 mai 2009 à Tree Hill en Caroline du Nord.

Sa marraine est Brooke Davis Baker, sa tante et la meilleure amie de sa mère. Son parrain est Nathan Scott, son oncle.

« Je savais qu'il y avait une Brooke qui dormait en toi. Tu es tellement mignonne ! Je suis contente que tu portes mon prénom. »

— Brooke Davis Baker à Sawyer Brooke Scott. (saison 6 épisode 24)

## Saison 6
Peyton Sawyer tombe enceinte de son fiancé, Lucas Scott, lors de la saison 6. Le couple est alors très heureux à l'idée de devenir bientôt parents, mais après une fulgurante douleur au ventre, Peyton apprend que sa grossesse est très risquée car elle a un placenta praevia et qu'elle risque d'y laisser la vie. Lucas, inquiet essaye de lui parler d'avortement, mais Peyton refuse catégoriquement, et Lucas cède. Durant sa grossesse, Peyton prépare une vidéo pour son enfant, au cas où elle viendrait à mourir. Elle parle, dans cette vidéo, de la musique, de Brooke, sa meilleure amie, de Lucas, du dessin, sa plus grande passion... Et après avoir réalisé cette vidéo, elle demande à Lucas d'avancer la date du mariage, ce qu'il accepte. Mais après la cérémonie et la fête, Peyton s'évanouit et fait une hémorragie. Lucas l'emmène donc à l'hôpital, où elle donne le jour à une petite fille par césarienne. 
Pendant 4 jours, Peyton est dans le coma et ne se réveille pas. Ce n'est que lorsque Lucas est près d'elle et lui dit qu'il faut qu'elle se réveille parce que sa fille n'a pas de nom et qu'elle lui manque que Peyton se réveille. (Cette scène fait référence à l'épisode 21 de la saison 4 où Lucas est au chevet de sa mère après que celle-ci ait mis au monde sa demi-sœur, la fille de Keith, et lui demande de se réveiller car la petite fille n'a pas de nom.)
De là, Peyton se réveille en disant « Sawyer, elle s'appelle Sawyer, d'accord. ». Au même moment, Karen arrive avec Sawyer dans les bras. 
Après leur retour à la maison, Dan rend visite à Peyton et Sawyer, et Peyton accepte que Dan prenne Sawyer dans ses bras, mais pas plus d'une minute. C'est ensuite Brooke qui va voir sa meilleure amie, et Peyton lui annonce que sa fille s'appelle Sawyer Brooke Scott, en son honneur. Brooke est énormément touchée par cela et prend Sawyer dans ses bras en lui disant « Je savais qu'il y avait une Brooke qui dormait en toi. Tu es tellement mignonne! Je suis contente que tu porte mon prénom. ».
Puis, quelques mois après, Peyton, Lucas et Sawyer partirent, à bord de la Comète, pour Rome en Italie. Ce départ est définitif car Lucas, Peyton et Sawyer ne reviendront plus jamais à Tree Hill. 

## Saison 8
Normalement, Peyton devait être la demoiselle d'honneur de Brooke au mariage de cette dernière avec Julian Baker, mais Sawyer étant tombée malade, Peyton ne put retourner à Tree Hill. C'est donc Haley qui prit la place de Peyton comme demoiselle d'honneur de Brooke.

## Saison 9
Lucas revient à Tree Hill, à la demande de Haley, pour venir chercher Jamie et Lydia, mais Peyton et Sawyer ne sont pas avec lui. Haley parle avec Sawyer au téléphone, quand Lucas attend l'avion, pour emmener Jamie et Lydia avec lui à Rome.

## Présent
Sawyer Scott vit toujours avec ses parents, Peyton et Lucas, à Rome, en Italie.

## Anecdotes
- Sawyer Scott a les yeux bleus, les cheveux blonds et possède un grain de beauté sur la joue gauche. (saison 6 épisode 24)
- Elle est née par césarienne, le jour du mariage de ses parents. (saison 6 épisode 24)
- Avant sa naissance, sa tante Haley voulait avoir une nièce. (saison 6 épisode 20)
- Sa mère, Peyton, ne voulait pas l'inscrire à l'école mais voulait lui donner des cours à la maison. (saison 6 épisode 13)
- D'après son père, Sawyer serait très bavarde. (saison 9 épisode 7)

## Nom
- Premier prénom : Son premier prénom est Sawyer, d'après le nom de jeune fille de sa mère. À l'origine, Peyton voulait appeler son enfant Sawyer si c'était un garçon, et Anna, comme sa mère adoptive, si c'était une fille.
- Second prénom : Le second prénom de Sawyer est Brooke en l'honneur de sa marraine et de la meilleure amie d'enfance de sa mère, Brooke Davis Baker.
- Sawyer est le deuxième enfant né à Tree Hill à suivre la tradition du "nom de jeune fille de la mère comme prénom", le premier étant son cousin James Lucas Scott (son deuxième prénom est lui aussi le prénom du meilleur ami de sa mère, de son parrain, et de son oncle) et le troisième Davis Baker, l'un des jumeaux de Brooke et Julian.

Sawyer Brooke Scott n'apparaît que dans un seul épisode (6x24), mais on parle d'elle dans le 7x01, le 7x16, le 8x12 et le 9x07.